# Aldo Pastega
Aldo Pastega (geboren am 10. Oktober 1933 in Aarau; gestorben am 7. September 2021), auch Pastega II genannt, war ein Schweizer Fussballspieler.

## Karriere
Seine Karriere begann Pastega beim FC Wallisellen, wo er bei den Junioren zusammen mit Charly Elsener gross wurde und bereits als 14-Jähriger in der 1. Mannschaft in der viertklassigen 2. Liga mitspielte.
1949 wechselte er, wie 1950 auch sein älterer Bruder Toni Pastega (Pastega I), zum FC Winterthur in die Nationalliga B. In Winterthur bildete Aldo Pastega zunächst als Mittelstürmer zusammen mit seinem Bruder und Kurt Scheller ein erfolgreiches Sturmtrio, später wechselte er als Aussenstürmer auf die linke Flanke.
Nach vier Saisons in Winterthur wechselte Pastega zu Servette Genf in die Nationalliga A und spielte dort bis 1958. Während dieser Zeit spielte er 1956 und 1957 auch während sechs Spielen in der Nationalmannschaft und erzielte dabei ein Tor.
Weitere Stationen nach Genf waren die Grasshoppers (1958/59), der FCZ (1959–1962) und zuletzt als Spielmacher der FC Luzern (1963–1965).